# Druhá inaugurace Donalda Trumpa
Dne 20. ledna 2025 složil Donald Trump přísahu jako v pořadí 47. prezident Spojených států amerických. Vzhledem k mrazivým teplotám a silnému větru se konala v rotundě Kapitolu Spojených států amerických ve Washingtonu, D.C. Jedná se o v pořadí 60. inauguraci amerického prezidenta a druhou inauguraci Donalda Trumpa do tohoto úřadu. Poprvé od druhé inaugurace Ronalda Reagana v roce 1985 se inaugurace konala ve vnitřních prostorech.

## Plánování
Inaugurace se konala třetí pondělí v lednu a připadla na stejné datum jako Den Martina Luthera Kinga. Jedná se tak o druhou inauguraci (první byla druhá inaugurace Billa Clintona), která se konala ve stejný den jako tento svátek. Dne 17. ledna Trump oznámil, že inaugurační ceremoniál bude kvůli mrazivému počasí přesunut do rotundy Kapitolu Spojených států amerických, což je poprvé od druhé inaugurace Ronalda Reagana v roce 1985.

### Bezpečnost
V říjnu 2024 oznámila policie Kapitolu Spojených států amerických, že aktivistická skupina „která se podílela na řadě nezákonných aktivit na demonstracích, plánuje protestovat proti inauguraci bez ohledu na výsledek prezidentských voleb“. Mimo jiné dodala, že „protestů se zúčastní také skupiny protestující proti válce Izraele s Hamásem, a to bez ohledu na vítěze voleb“.
Na přípravě ceremoniálu se podílela policie Kapitolu, metropolitní policie Washingtonu, D.C. a Parková policie (Park Police).
Dne 17. ledna získalo přibližně 8 000 vojáků Národní gardy policejní pravomoci v regionu hlavního města.

### Dary
Vedoucí představitelé různých technologických společností přislíbili dary a služby pro inauguraci. Výkonný ředitel organizace OpenAI Sam Altman prostřednictvím svého mluvčího uvedl, že poskytne osobní dar ve výši 1 milionu dolarů. Mark Zuckerberg, výkonný ředitel společnosti Meta, která provozuje mimo jiné Facebook a Instagram,  poslal 1 milion dolarů.
Dne 18. prosince společnost Uber Technologies a její výkonný ředitel Dara Khosrowshahi každý věnovali 1 milion dolarů. Jednalo se o Khosrowshahiho největší dar politikovi.
Dne 23. prosince společnosti Ford Motor Company a General Motors oznámily, že každá z nich věnuje 1 milion dolarů a poskytne na inauguraci vozový park.

## Pozvání
Druhá inaugurace Donalda Trumpa byla první v historii USA, kdy zvolený prezident oficiálně přivítal zahraniční představitele.
Inaugurace se zúčastnili končící prezident USA Joe Biden, končící viceprezidentka USA Kamala Harris a bývalí prezidenti USA Bill Clinton, George W. Bush a Barack Obama. Inaugurace se zúčastnily také bývalé první dámy Hillary Clinton a Laura Bush, avšak chyběla Michelle Obama. Přítomni byli také bývalí viceprezidenti USA Dan Quayle a Mike Pence, starosta New Yorku Eric Adams a mediální magnát Rupert Murdoch.
Na inauguraci byl pozván také čínský prezident Si Ťin-pching, avšak místo sebe vyslal viceprezidenta Chana Čenga. Je to poprvé, kdy byl na inauguraci prezidenta USA vyslán vysoký představitel čínské vlády. Televizní stanice CBS News informavala, že pozván byl i maďarský premiér Viktor Orbán. Pozvánku údajně dostali také salvadorský prezident Nayib Bukele a italská premiérka Giorgia Meloni.
Inaugurace se zúčastnili podnikatelé Elon Musk, Jeff Bezos a Mark Zuckerberg. Mimo jiné pozvánku přijali výkonný ředitel TikToku Shou Zi Chew, Tim Cook ze společnosti Apple, Sundar Pichai z Alphabet a Sam Altman z OpenAI.
Inaugurace se zúčastnilo několik celebrit a sportovních osobností včetně Victora Willise, Carrie Underwood, Antonia Browna, Mikea Tysona, Jorgeho Masvidala, Evandera Kanea, Gianniho Infantina, Anuela AA, Kodaka Blacka, Lee Greenwooda a Fivia Foreigna.